# Frisby on the Wreake
Frisby on the Wreake – wieś w Anglii, w hrabstwie Leicestershire, w dystrykcie Melton. Leży 18 km na północny wschód od miasta Leicester i 150 km na północny zachód od Londynu.